# خمر (یمن)
 خمر  شهری در نزدیکی شهر صنعاء از توابع استان صَنعاء در کشور یمن در شبه جزیره عربستان. این شهر بر سر راه ارتباطی صنعا به تعز در ناحیهٔ شمال واقع شده‌است. شهر خمر به زراعت قهوه ومنتوجات زراعتی و غلات مشهور است.
همچنین شهر خمر به صناعت لباس‌های تقلیدی محلی وسنتی وبرده‌های یمانی (الموشّاه) مشهور است.